# No! No! A Thousand Times No!!
No! No! A Thousand Times No!! es un corto de animación estadounidense de 1935, de la serie de Betty Boop. Fue producido por los estudios Fleischer y distribuido por Paramount Pictures. En él aparece Betty Boop.

## Argumento
El corto entero es una representación teatral en la que Betty Boop, la protagonista femenina, es cortejada por Fred, el galán. El tercer personaje, el malvado, llega en un globo también con intención de seducir a Betty, pero se encuentra con su antagonista.  Logra atar a Fred a un árbol y raptar a Betty, después de que ella no haya accedido a sus proposiciones.

## Producción
No! No! A Thousand Times No!! es la cuadragésima entrega de la serie de Betty Boop y fue estrenada el 24 de mayo de 1935.